# 中華民國—衣索比亞關係
中華民國與衣索比亞聯邦民主共和國無正式外交關係，目前也沒有在對方首都互設具大使館功能的代表機構。對衣索比亞的相關事務由駐沙烏地阿拉伯王國臺北經濟文化代表處、台灣駐索馬利蘭共和國代表處共同管轄。中華民國對外貿易發展協會於衣索比亞設立亚的斯亚贝巴臺灣貿易中心。

## 政治

### 外交

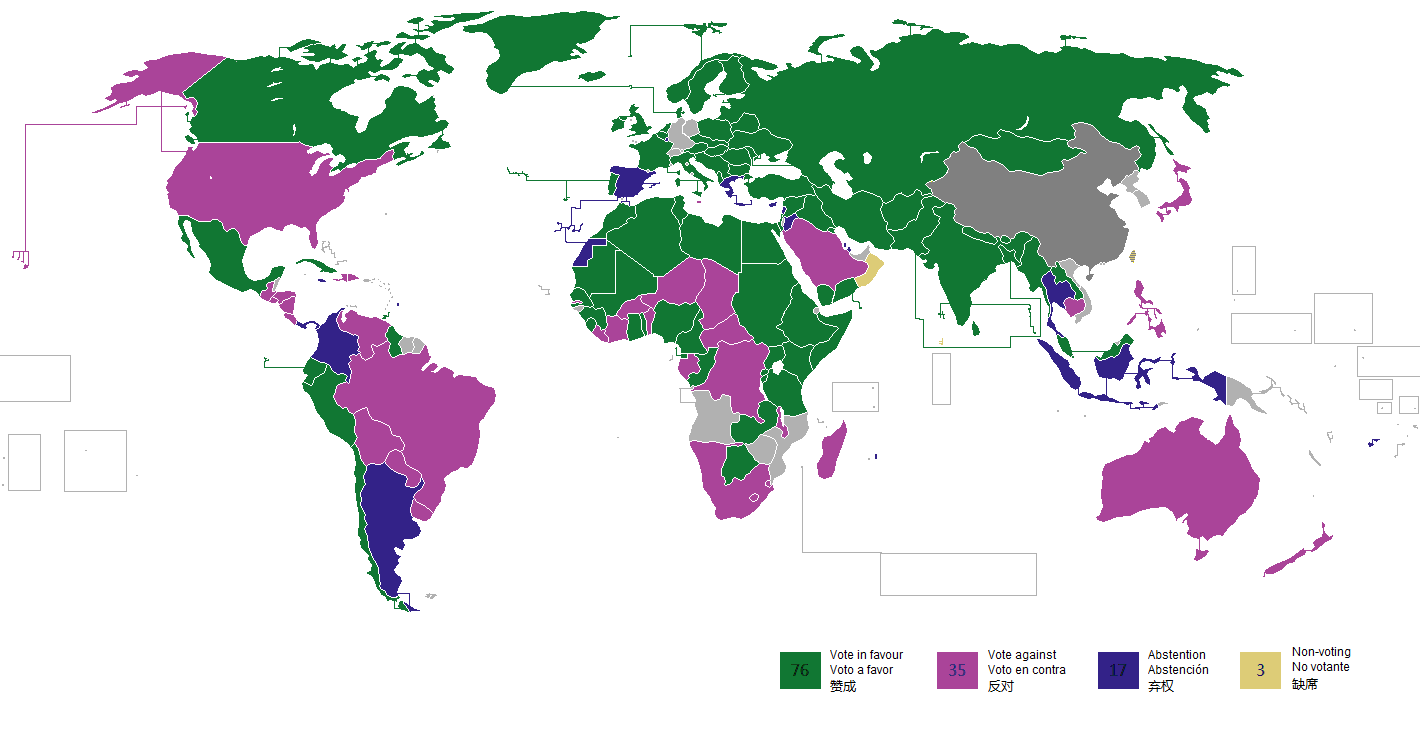
綠色國家表示在1971年的投票中反對中華民國續留聯合國，即《聯合國大會2758號決議》，其中包括當時的衣索比亞帝國。

2020年6月，對於2019冠状病毒病疫情在全球擴散，中華民國政府捐贈衣索比亞10萬片外科口罩，以協助該國醫療人員對抗疫情。捐贈儀式由中華民國駐南非代表周唯中與衣索比亞駐南非大使泰克勒馬利安（Shiferaw Teklemariam）於衣索比亞駐南非大使館舉行。

## 經濟

### 背景
許多臺灣人對衣索比亞的印象還停留在1980年代的饑荒，加上中華民國與东非國家没有外交關係，以及中華人民共和國很早就與東非國家建立良好關係，影響到臺灣人在東非的投資意願與經貿往來。衣索比亞雖有超過1億的人口但實際市場規模不大，且以價格為導向，又是內陸國家以至於海運須藉由第3國的港口通關，因此臺商對衣索比亞市場較不感興趣，導致臺灣產品銷往衣索比亞的不多。

### 貿易
中華民國對外貿易發展協會（外貿協會）於衣索比亞首都亚的斯亚贝巴設立臺灣貿易中心。
| 年分 | 貿易總額   | 貿易總額 | 貿易總額 | 出口至衣索比亞 | 出口至衣索比亞 | 出口至衣索比亞 | 自衣索比亞進口 | 自衣索比亞進口 | 自衣索比亞進口 | 順逆差  |
| 年分 | 金額       | 年增減   | 排名     | 金額           | 年增減         | 排名           | 金額           | 年增減         | 排名           | 順逆差  |
| ---- | ---------- | -------- | -------- | -------------- | -------------- | -------------- | -------------- | -------------- | -------------- | ------- |
| 2017 | 43,336,460 | ▲27.4%   | 108      | 25,498,312     | ▲7.7%          | 102            | 17,838,148     | ▲72.2%         | 104            | 順差▼   |
| 2018 | 37,471,975 | ▼13.5%   | 108      | 22,511,630     | ▼11.7%         | 109            | 14,960,345     | ▼16.1%         | 103            | 順差▼   |
| 2019 | 34,478,129 | ▼8.0%    | 113      | 16,792,141     | ▼25.4%         | 113            | 17,685,988     | ▲18.2%         | 98             | 逆差 -- |
| 2020 | 38,226,698 | ▲10.9%   | 107      | 14,044,759     | ▼16.4%         | 113            | 24,181,939     | ▲36.7%         | 96             | 逆差▲   |
| 2021 | 34,664,953 | ▼9.3%    | 114      | 9,814,750      | ▼30.1%         | 125            | 24,850,203     | ▲2.8%          | 101            | 逆差▲   |
| 2022 | 49,183,166 | ▲41.9%   | 109      | 8,121,490      | ▼17.3%         | 132            | 41,061,676     | ▲65.2%         | 92             | 逆差▲   |
| 2023 | 42,094,277 | ▼14.4%   | 107      | 6,703,048      | ▼17.5%         | 134            | 35,391,229     | ▼13.8%         | 96             | 逆差▼   |
| 2024 | 43,232,679 | ▲2.7%    | 106      | 5,193,009      | ▼22.5%         | 140            | 38,039,670     | ▲7.5%          | 88             | 逆差▲   |

2023年的兩國貿易項目如下：
出口至衣索比亞的前10大項目為：辦公室用機器；具有獨立功能之電機與器具；診斷或實驗用有底襯之試劑或配製試劑，以及檢定參照物；金属、金屬碳化物、玻璃、礦物、橡膠或塑料模具；其他塑膠製品與特定材料制成品；塑膠製供輸送或包裝貨物之製品、塑膠製瓶塞、蓋子與其他栓塞體；乙烯之聚合物；機動車輛所用之零件與附件；無線電廣播或电视之傳輸器具、攝影機、数码相机；其他武器（例如弹簧刀、空氣槍或瓦斯槍、警棍）等。
自衣索比亞進口的前10大項目為：咖啡、咖啡荳殼與荳皮、含咖啡成分之代替品；針織或鉤針織T恤、汗衫與其他；針織或鉤針織套頭衫、無領開襟上衣、外穿式背心與類似品；活植物、插穗與裔芽、菇類菌種；特殊物品，含進口未超過5萬新臺幣之小額報單與其他零星物品；女用或女童用服飾；箱盒袋類容器；針織或鉤針織嬰兒服裝與附屬品；胸罩、束腰、緊身褡、吊帶、吊襪；男用或男童用服飾等。

### 投資
根據中華民國經濟部投資審議司統計，截至2023年，臺商在衣索比亞的投資件數共1件，投資金額428萬美元，從事成衣製造業；衣索比亞在臺灣的投資件數共1件，投資金額15萬美元，從事批發零售業。
目前有製鞋廠商的兆琪實業於衣索比亞首都亚的斯亚贝巴等3個城市設立製鞋廠，投資金額約5,000萬美元，生產的鞋品僅出售至衣索比亞以外的國家，其主要幹部均來自中國大陸。紡織廠的旭榮集團考量衣索比亞低勞力成本，於2016年進入阿迪斯阿貝巴設廠。宏遠興業則於2017年進入衣索比亞做為歐洲供应链的出口基地，在衣索比亞邁向工業化之際，以纺织业為重點發展對象，因此重視宏遠興業的投資案，並給予关税優惠。

### 組織
截至2020年，在衣索比亞無臺商或臺僑組織，亦無臺灣的金融機構。

## 交流

### 教育
根據中華民國教育部統計，國立臺灣科技大學（台科大）來自衣索比亞的碩博士生，從2014年的29人成長到2018年的124人，是該校外籍生的第2大來源國，僅次於印尼。2017年，台科大首次舉辦衣索比亞學生聯誼會。

#### 事件
2019年4月，1名就讀台科大機械工程系的衣索比亞籍男博士生，在台北市信義區夜店酒後猥褻60歲清潔婦被逮。5月，臺灣臺北地方檢察署依強制猥褻罪諭令限制出境、出海及住居。若判決確定，獎學金、博士學位可能被取消。
2020年3月，1名就讀國立中興大學的衣索比亞籍女交換生，由於罹患下肢靜脈栓塞需緊急開刀，但所需醫療費用145萬新臺幣，在無力負擔的情況下，台灣發起募款行動，最後以兩星期便募集到51萬的善款，在手術治療後順利出院。原本的醫療費用也在中國醫藥大學附設醫院的急難救助金協助下，降至93萬。

## 協定
| 日期           | 簽署                                                       | 備註     |
| -------------- | ---------------------------------------------------------- | -------- |
| 1963年6月1日   | 《中華民國與衣索比亞關於農業技術合作之換文》               | [ 註 2 ] |
| 1965年1月3日   | 《修訂中華民國政府與衣索比亞王國政府獸醫技術合作協定換函》 | [ 註 3 ] |
| 1966年4月19日  | 《中華民國與衣索比亞帝國間之手工業技術合作協定》           |          |
| 1990年12月28日 | 《中華民國臺灣與衣索比亞間國際快捷郵件服務備忘錄》         |          |
| 2010年10月20日 | 《阿迪斯阿貝巴商工總會與中華民國對外貿易發展協會合作協議》 | [ 4 ]    |

## 簽證

持中華民國護照的中華民國國民簽證要求分布圖：入境衣索比亞可以電子簽證。

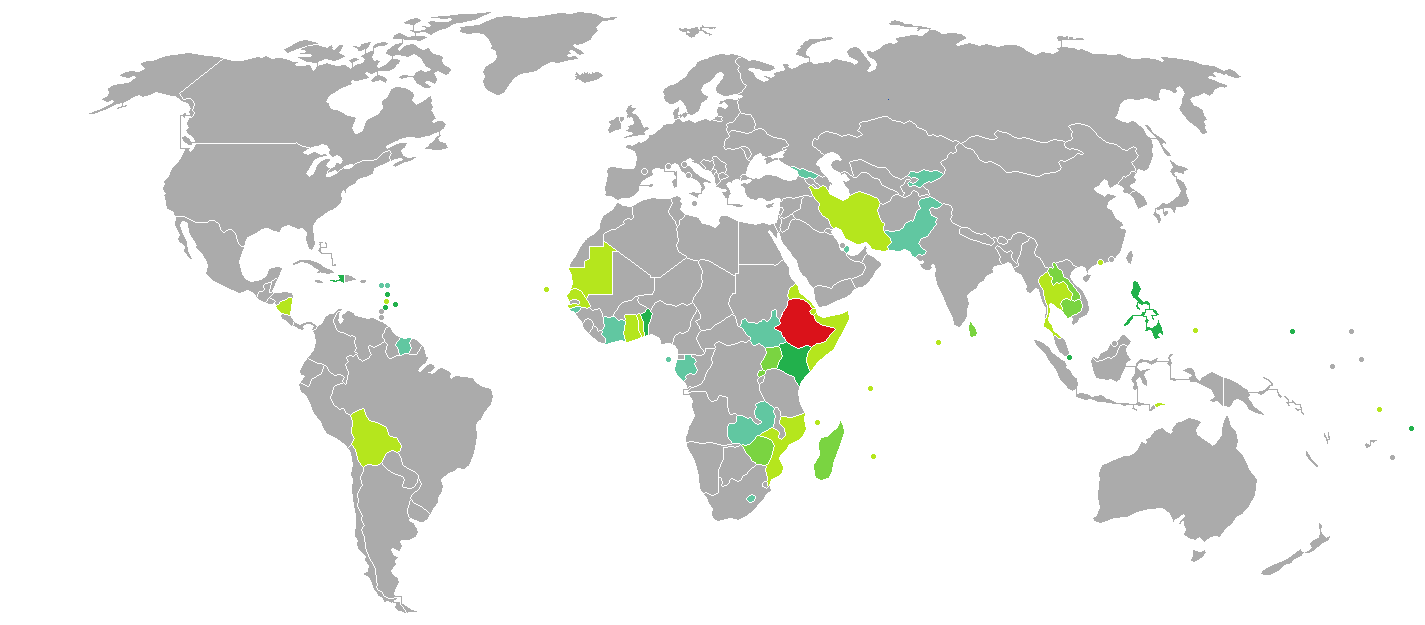
持衣索比亞護照的衣索比亞人口簽證要求分布圖：入境中華民國需要簽證。

兩國國民皆須申請簽證方可入境對方國家。持中華民國護照的中華民國國民可事先上網申請電子簽證，或至鄰近的衣索比亞駐外大使館辦理簽證，單次觀光簽證可停留30天、90天。經衣索比亞轉機且不入境，無須申請過境簽證。
持衣索比亞護照的衣索比亞國民抵台參加由中央政府機關主辦、協辦或贊助之國際會議、運動賽事、商展或其他活動，可以電子簽證入境中華民國，停留最多30天並不得延期。

## 交通

### 航空
2024年8月，埃塞俄比亞航空港澳與臺灣區經理席費羅（Mengistu Mesay Shiferaw）前往臺灣與旅遊業者餐敘，提到直飛臺灣是公司重要政策之一。交通部民用航空局表示，目前雙方並無航約但樂觀其成。

#### 客運
兩國無直航班機，可經由（不計航點遠近，截至2023年6月28日）：
- 臺北松山→上海-浦東、成都，再轉機前往衣索比亞的國際機場（英语：List of airports in Ethiopia）。
- 台北桃園→北京-首都、上海-浦東、成都、廣州、香港、東京-成田、首爾-仁川、馬尼拉、新加坡、吉隆坡、曼谷、雅加達、德里[註 4]、杜拜、伊斯坦堡、倫敦、巴黎、羅馬、米蘭、法蘭克福、維也納、紐約、芝加哥、多倫多→衣索比亞。
- 臺中→廣州、香港、東京-成田、首爾-仁川→衣索比亞。
- 台南→香港→衣索比亞。
- 高雄→北京-首都、上海-浦東、廣州、香港、東京-成田、首爾-仁川、馬尼拉、新加坡、吉隆坡、曼谷→衣索比亞。
- 花蓮→首爾-仁川（包機飛花蓮）→衣索比亞。

## 外部連結
- 中華民國外交部－衣索比亞聯邦民主共和國簡介 （页面存档备份，存于）
- 駐沙烏地阿拉伯王國台北經濟文化代表處
- 台灣駐索馬利蘭共和國代表處
- 外交部領事事務局－國外旅遊警示分級表
- 中華民國衛生福利部－國際旅遊疫情建議等級
- 中華民國國際經濟合作協會 （页面存档备份，存于）
- 阿迪斯阿貝巴臺灣貿易中心（Facebook、Instagram）